# Electronic Meditation
| Recensione     | Giudizio |
| -------------- | -------- |
| AllMusic       |          |
| Pitchfork      | 7.6/10   |
| Piero Scaruffi | 6.5/10   |

Electronic Meditation, pubblicato nel 1970, è l'album di debutto del gruppo di musica elettronica tedesco Tangerine Dream.

## Il disco
L'album è stato registrato in una fabbrica abbandonata di Berlino nell'ottobre del 1969, utilizzando solo un duplice registratore Revox. Il lavoro è una sorta di fusione tra vari stili che vanno dal free jazz al rock sperimentale. La strumentazione che i Tangerine Dream hanno usato è molto ampia. Infatti, insieme ad alcuni strumenti tradizionali come la chitarra, l'organo, la batteria e il violoncello vengono usati vari dispositivi elettronici realizzati da Edgar Froese. Il vinile originale aveva un palloncino inserito nel coperchio.

## Formazione
- Edgar Froese - chitarra 6 e 12 corde, organo hammond farfisa, pianoforte elettrico
- Conrad Schnitzler – violoncello, violino, chitarra, addiator, voce
- Klaus Schulze – batteria, percussioni, oggetti metallici

## Tracce
1. Geburt (Genesis) – 5:57
2. Reise durch ein brennendes Gehirn (Journey through a Burning Brain) – 12:32
3. Kalter Rauch (Cold Smoke) – 10:48
4. Asche zu Asche (Ashes to Ashes) – 3:58
5. Auferstehung (Resurrection) – 3:21

## Curiosità
- La prima stampa tedesca in LP ha copertina apribile e in origine all'interno vi era in omaggio un palloncino colorato gonfiabile. Le ristampe giapponesi in CD cartonate sono repliche fedeli della copertina originale del vinile, all'interno della busta vi è anche un palloncino verde. La prima ristampa in CD europea della Jive Electro possiede front cover e copertina differente dall'originale. Le stampa italiana in LP della PDU, come le altre ristampe europee e mondiali, non hanno la copertina apribile e quindi non possiedono le note, soltanto i crediti sul retro di copertina. Nella ristampa in vinile della Virgin Records gli originali produttori dell'album non sono menzionati, come produttori sono trascritti gli stessi Tangerine Dream. Le ristampe in CD, dal 1996 in poi, sono tutte rimasterizzate e possiedono note aggiuntive sulla band e sull'album, sono tuttavia carenti dei crediti originali che si possono rilevare nelle stampe in LP della OHR, della PDU e della Relativity Records.

## Crediti
Composto e suonato da Edgar Froese, Klaus Schulze & Conrad Schnitzler.
Registrato nell'ottobre 1969 al Mixed Media Studio in Berlino Ovest.
Ingegnere del suono: Klaus Freudigmann.
Produttori: Hans Ulrich Weigel & Klaus Freudigmann.	

## Uscite Discografiche in LP
- OHR (1970) codice prima stampa tedesca OMM 56004 (copertina apribile "gatefold cover")
- OHR (1971) seconda stampa tedesca
- PDU (1976) stampa italiana
- Virgin Records Ltd. (1976) stampa inglese
- Relativity Records (1985) ristampa americana
- Essential Records (1999) ristampa inglese
- Earmark (2002) ristampa italiana

## Ristampe in CD
- Jive Electro (1986) codice C TANG 4 (fabbricato in Austria per mercato inglese e tedesco)
- Relativity Records Inc. (1987) codice 88561 -8068-2 (fabbricato USA per mercato americano)
- Sequel Records (1996) codice 1032-2 (fabbricato USA per mercato americano "rimasterizzato")
- Essential Records (1996) codice ESM CD 345 (fabbricato UK per mercato inglese e tedesco "rimasterizzato")
- Castle Music (1999) codice CMACD 554 (fabbricato UK per mercato inglese e americano "rimasterizzato")
- Castle Music / Sanctuary Ltd. (2002) codice CMRCD 565 (fabbricato UK per mercato europeo "rimasterizzato")
- Arcangelo (2004) codice ARC-7045 (fabbricato in Giappone, copertina in cartone "paper sleeve")
- Arcangelo (2008) codice ARC-8005 (fabbricato in Giappone, copertina in cartone "paper sleeve")

## Detentori dei Diritti d'Autore
- 1970-1975: Ohr Musik
- 1976-1980: Virgin Music Publishers Ltd. (Da licenza Tangerine Dream)
- 1985-1995: Zomba Productions Ltd.
- 1996 ad oggi: Tadream Music Productions